# Ngũ Thông Kiều
Ngũ Thông Kiều (chữ Hán giản thể: 五通桥区, âm Hán Việt: Ngũ Thông Kiều khu) là một quận thuộc địa cấp thị Lạc Sơn, tỉnh Tứ Xuyên, Cộng hòa Nhân dân Trung Hoa. Quận này có diện tích 474 ki-lô-mét vuông, dân số năm 2002 là 320.000 người. Về mặt hành chính, quận này được chia thành 11 trấn và 1 hương.
- Trấn: Trúc Cân, Ngưu Hoa, Kim Túc, Kim Sơn, Kiếu Cấu, Thạch Lân, Quân Anh, Dương Liễu, Huy Sơn, Thái Kim, Tây Bá.
- Hương: Tân Vân.